# 顧維鈞

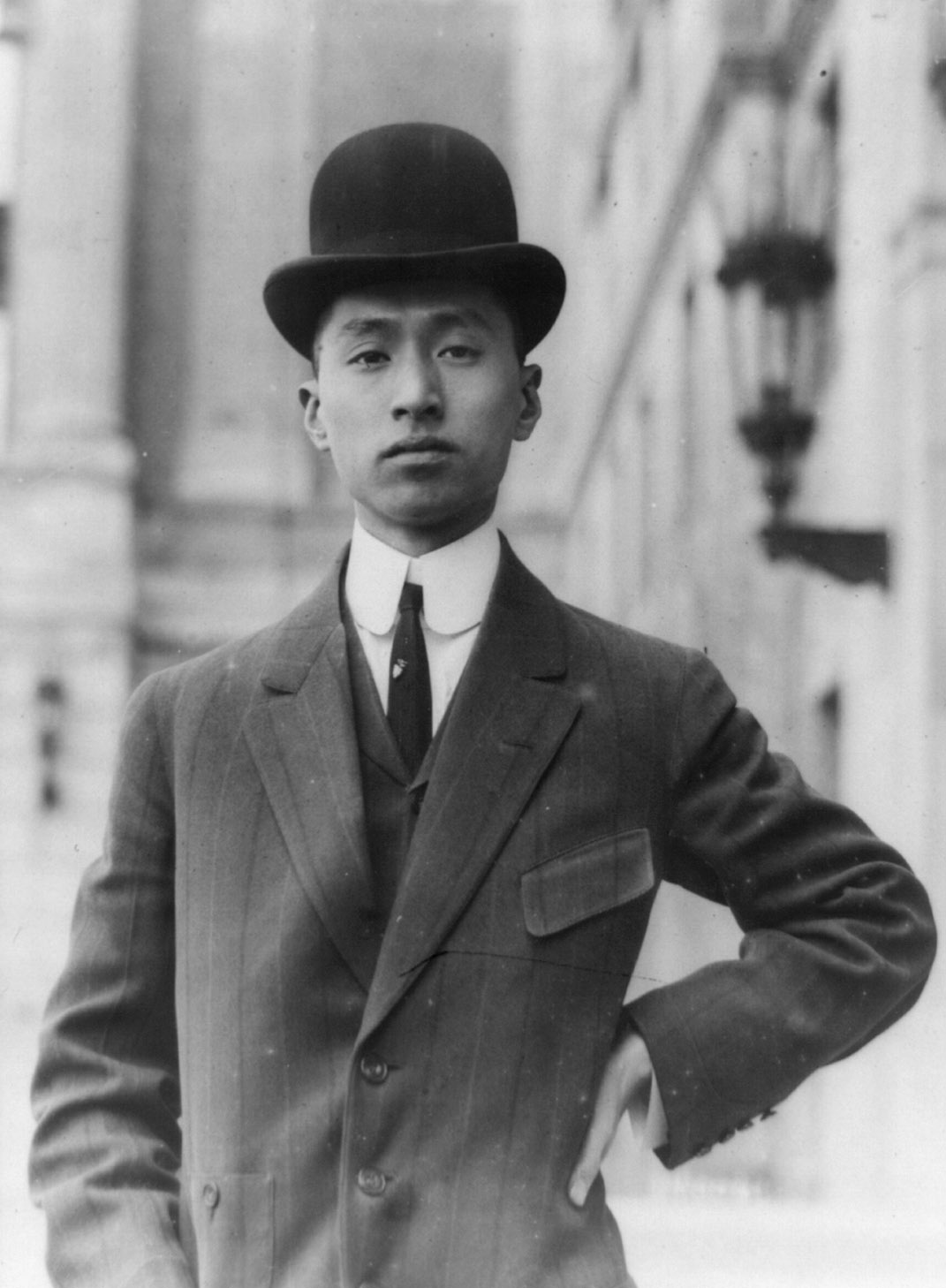
アメリカ留学時代(1912年)

顧 維鈞（こ いきん、1888年1月29日 - 1985年11月14日）は、中華民国の外交官出身の政治家。字は少川。西洋ではWellington Koo（ウェリントン・クー）の名で知られる。外交総長、北京政府国務総理代行、各国の公使、パリ講和会議、ワシントン会議、関税会議の各中国全権代表などの要職を歴任した。

## プロフィール

### 生い立ち
祖父は郷紳の出身で、江蘇省嘉定県（現：上海市嘉定区）の官職にあったが、太平天国の時期に暴徒によって拷問の上、殺害され、財産を奪われた。顧の誕生後、父・顧溶は官営の招商局所属の汽船の会計係となり、生活は安定した。
1899年にキリスト教衛理公会経営の上海英華学院に入学、初めて英語を学習した。1900年には病気のため、実家の近くにある育才学校に転校。1901年キリスト教聖公会経営の上海聖約翰書院に入学した。

### 留学
1905年にアメリカのコロンビア大学に入学、1908年文学士、1909年政治学修士、1912年国際法・外交博士を取得した。同大学では中国人留学生の発行する機関紙の編集にも携わり、またアメリカ国際法学会、アメリカ政治学会会員としても活躍し、後に1916年にはイェール大学より名誉法学博士の学位を授与された。

### 外交官
袁世凱の英文秘書を経て、1912年8月に国務院秘書、1914年外交部参事、1915年7～10月駐メキシコ公使、同年10月～1920年9月駐米公使兼駐キューバ公使となり、第一次世界大戦参戦決定に参与した。
1919年パリ講和会議全権代表、1920年9月～1922年5月駐英公使となり、この間、1920年国際連盟中国首席代表、1921年～1922年ワシントン会議全権代表として国際会議で不平等条約撤廃を要求し続けた。

### 北洋政府国務総理代理
1922年～1923年外交総長、1924年代総理（国務総理代行）兼外交総長。1924年7月ソ連代表レフ・カラハンと中ソ協定に調印、ソ連との国交樹立、大使の交換、ロシア帝国時代の不平等条約撤廃に合意した。
1926年5月顔内閣の復活により財政総長兼関税委員会主任委員、10月杜錫珪総理辞職後、代総理兼外交総長に就任、1927年6月まで務めた。
1928年国民革命軍による北京占領後、国民政府から逮捕命令が出されたため、フランス、カナダへ逃亡。1929年張学良の仲介によって満洲に帰国し、1930年冬逮捕命令を取り消される。

### 国民政府に参加
1931年に張学良の勢力を代表して国民政府に参加し、12月28日に外交部長に任ぜられた。1932年2～8月国際連盟の派遣したリットン調査団に対し中華民国側代表として、日本の満洲国建国への介入の違法性を訴えた。同年国民党中央政治会議外交委員に就任した。
1936年に駐仏大使に就任し、ついで1941年から第二次世界大戦の終戦の翌年の1946年駐英大使に就任した。その間、不平等条約の完全撤廃に力を尽くすとともに、サンフランシスコ会議では戦勝国である中華民国の代表を務め、国際連合の創設に協力した。また1945年には国民党六全大会で中央執行委員に選出されている。1946年に駐米大使に転じ、国共内戦に中国国民党政権が敗れ台湾へ移転した際には、アメリカからの支援を受けるべく奔走した。
1956年総統府資政、その後1957年～1967年国際司法裁判所判事に任命される。1967年に引退してニューヨークに移住、コロンビア大学で回想録を口述し、死の直前まで健康であったが、1985年11月入浴中に倒れ、死去した。

## 私生活

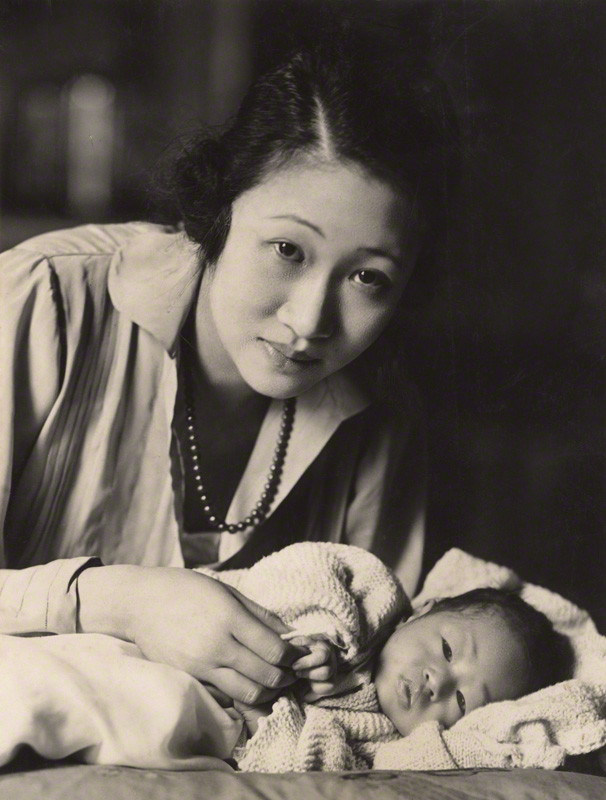
3度目の夫人・黄恵蘭

1908年に最初の妻・張潤娥と結婚した。張潤娥は漢方医学界の長老の甥の娘であったが、親から強制されての結婚であり、米国へ同行したものの愛情がわかず、1911年に正式に別れた。
2番目の妻は唐梅（唐宝玥）で、清末民初の外交官唐紹儀の末娘であり、アメリカで活動する画家・女優マイマイ・ジィーのいとこだった。唐梅とは1912年に米国から帰国してすぐに結婚した。唐梅は1919年にスペイン風邪で亡くなった。唐梅との間には1男1女がいる。
3番目の妻は、社交界で活躍した黄恵蘭で、1921年にベルギーで結婚した。黄恵蘭は、プラナカンの重鎮・黄仲涵（黄泰源）の娘であり、植民地時代のインドネシアにおける華人貴族の名家の相続人だった。それ以前にイギリスの領事代理人ボーシャン・ストーカーと結婚し、息子のライオネルをもうけていたが、1920年に離婚していた。黄恵蘭との間には2人の息子をもうけ、30年間連れ添ったが、夫人の生活が派手なため離婚するに至っている。
4番目の妻は、ニューヨークの国連職員・厳幼韻で、1959年に結婚した。厳幼韻は以前に楊光泩（クラレンス・ヤング）と結婚していたが、1942年に死別していた。顧と厳幼韻との間に子供はいないが、厳幼韻の3人の連れ子ジュヌヴィエーヴ（アメリカ人の写真家・映画監督ゴードン・パークスの妻）、シャーリー、フランセス（中国系アメリカ人の投資家・慈善事業家オスカー・タンの妻）を迎え入れた。

## 著書
- 『顧維鈞回憶録』
- 『中国にいる外国人の地位』（外国人在中国之地位）
- 『門戸開放政策』
- 『国際連盟リットン調査委員会備忘録』